# Tulayha
Ṭulayḥa ibn Khuwaylid ibn Nawfal al-Asadī (in arabo ﻃﻠﻴﺤـة ﺑﻦ ﺧﻮﻳﻠﺪ ﺑﻦ ﻧﻮﻓﻞ ﺍلاﺳﺪﻱ‎?); ... – 642) è stato un profeta arabo, poi convertitosi all'Islam.
Ṭulayḥa b. Khuwaylid b. Nawfal al-Asadī era un arabo appartenente ai Banū Faqʿas, branca della tribù dei B. Asad. Era un capo benvoluto e un valoroso guerriero. Nel 625-6 fu sconfitto dai musulmani nella  Battaglia di Qaṭan ma partecipò poi alla Battaglia del Fossato del 627, quasi certamente essendo rimasto pagano ma bramoso di un bottino che si annunciava cospicuo.

## Storia
Nel 630 si sottomise a Medina e a Maometto ma l'anno dopo tornò a ribellarsi, proclamandosi profeta e beneficato dalla rivelazione divina. Così Ṭulayḥa divenne la terza persona - dopo Musaylima e Sajāḥ - a proclamarsi profeta tra gli Arabi in contrapposizione a Maometto. Per questo fatto i musulmani lo sbeffeggiarono, chiamandolo per disprezzo con il suo diminutivo.
Diverse tribù lo riconobbero come profeta (si dice che vaticinasse in prosa rimata, come nel Corano e com'era uso dei kuhhān, e ciò lo rese sufficientemente potente da costituire una minaccia per Medina. 
Fu Khālid b. al-Walīd ad affrontarlo e lo scontro - che lo vide soccombente - ebbe luogo a Buzākha (nel Najd) nel 632, subito dopo che Abū Bakr era diventato primo califfo della storia islamica. In seguito a ciò molte tribù si sottomisero alle armate califfali e si convertirono all'Islam, anche se Ṭulayḥa riuscì a fuggire dal campo di battaglia e a mettersi in salvo in Siria. Ma, quando la Siria fu conquistata dagli eserciti del secondo califfo, ʿUmar b. al-Khaṭṭāb, Ṭulayḥa accettò infine di convertirsi.
Prese così parte con entusiasmo, tra le schiere musulmane, nel 637, alla campagna contro i Sasanidi: sia a Jalūlāʾ (Iraq), sia ad al-Qādisiyya (Iraq), sia a Nihāvand (Persia), cadendo da prode in quest'ultimo scontro, da shahīd nel 642.